# Suối Nà Thầy
Suối Nà Thầy là một con suối đổ ra Suối Nậm Vàng. Suối Nà Thầy chảy qua các tỉnh Hà Giang, Tuyên Quang .
Sông có chiều dài 13 km và diện tích lưu vực là 34 km² .

## Dòng chảy
Suối Nà Thầy bắt nguồn từ xã Thượng Giáp huyện Na Hang tỉnh Tuyên Quang, chảy hướng tây sang xã Đường Âm huyện Bắc Mê tỉnh Hà Giang.